# أندرويد أوريو
أندرويد أوريو (بالإنجليزية: Android Oreo)‏ هو إصدار من نظام تشغيل الهواتف المحمولة[بحاجة لمصدر] أندرويد
الذي يعرف حاليا بـ O وذلك حتى تفصح جوجل [بحاجة لمصدر] عن الاسم بشكل رسمي. والغريب هو أنها أطلقته بدون مؤتمر.[بحاجة لمصدر]
وتشمل النسخة على إصدار محدث من مجموعة أدوات التطوير SDK مع صورة النظام لأجهزة Nexus 5X وNexus 6P وNexus Player وPixel وPixel XL وPixel C، إلى جانب وجود محاكي أندرويد الرسمي ومحاكي آخر لاختبار منصة الأجهزة القابلة للارتداء Android Wear 2.0 على Android O.
وكانت الشركة [بحاجة لمصدر] تعمد سابقاً إلى الكشف عن الإصدار التالي لنظامها التشغيلي وإصدار نسخة معاينة المطورين بشكل متزامن خلال مؤتمرها للمطورين I/O، إلا أن هذا الأمر قد تغير خلال العام الماضي مع إصدارها لأول نسخة معاينة للمطورين من إصدار Android N خلال شهر مارس/آذار 2016.
وقد تحولت الشركة هذا العام إلى إصدار نسخة معاينة المطورين للإصدار القادم من نظامها التشغيلي الحامل للاسم الرمزي Android O في وقت مبكر قبل مؤتمرها للمطورين، مثلما حصل مع نظام أندرويد 7 “نوغا! ”، وعملت جوجل على توفير الإصدار بالشكل اليدوي للتأكيد على أنها مخصصة للمطورين فقط وليس للاستخدام اليومي أو للمستهلكين العاديين.
وتتضمن نسخة المعاينة الحالية، والتي هي عبارة عن نسخة معاينة أولية، على العديد من الدوال البرمجية المطورة والمميزات الجديدة، حيث يتوقع أن تحتوي النسخة النهائية من الإصدار على أكثر من هذه المميزات بكثير.

## الحدود الخلفية

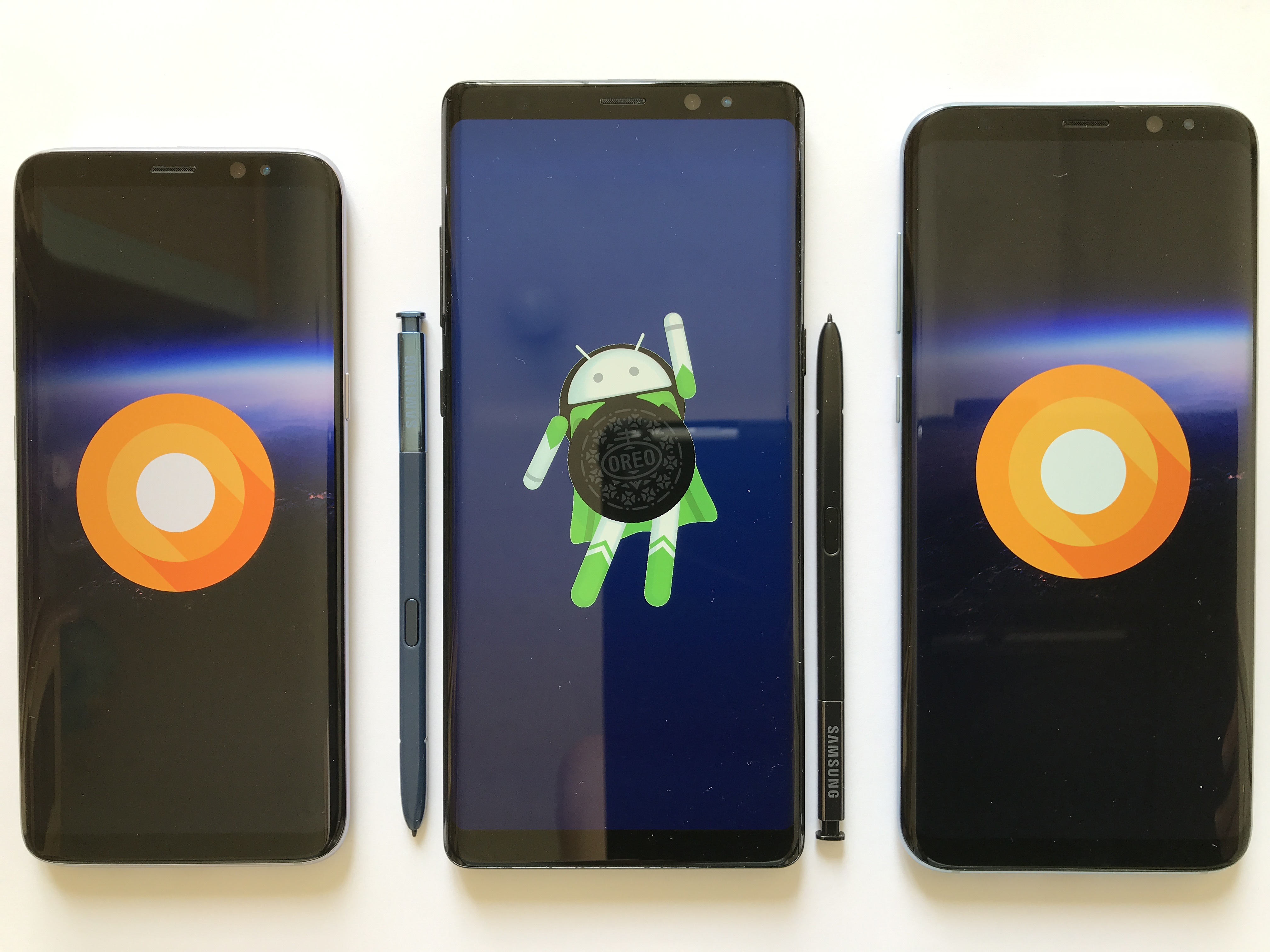

تبني هذه الميزة على ميزة تحسين عمر البطارية في إصدار “نوغا”، بحيث تحتوي نسخة  المعاينة الحالية على حدود تلقائية إضافية لما يمكن للتطبيقات تنفيذه في الخلفية مثل البث الضمني وخدمات الخلفية وتحديثات الموقع، وتسهل هذه التغييرات في إنشاء تطبيقات ذات تأثير ضئيل على جهاز المستخدم وبطارية جهازه.

## قنوات التنبيهات
وهي فئة تعريف جديدة للتطبيقات مخصصة لمحتوى التنبيهات بحيث انها تتيح للمطورين  إعطاء المستخدمين السيطرة بشكل أكبر على أنواع مختلفة من التنبيهات مما يمكن المستخدمين من منع أو تغيير سلوك كل قناة على حدة بدلاً من إدارة جميع تنبيهات التطبيق معاً، كما انها تعطي المطورين القدرة على جمع تنبيهات تطبيقاتهم ضمن مجموعات.

## دوال برمجية للملء التلقائي
يمكن للمستخدمين عبر هذه الميزة تحديد تطبيق الملء التلقائي مثل كيفية  تحديد تطبيق لوحة المفاتيح، ويخزن تطبيق الملء التلقائي ويحمي بيانات المستخدم مثل عناوين وأسماء المستخدمين وحتى كلمات السر.

## صورة في صورة
تتيح هذه الميزة للمستخدمين إمكانية استمرار مشاهدة مقاطع الفيديو أثناء الرد على  الدردشة أو التبديل إلى تطبيق مختلف على غرار ما يفعله تطبيق يوتيوب ضمن نظام أندرويد عند الضغط على زر الرجوع أثناء مشاهدة مقطع فيديو، ويمكن للمطورين تحديد نسبة العرض إلى الارتفاع ومجموعة من الإجراءات المخصصة.

## دعم شاشات متعددة
تتضمن ميزات النوافذ الجديدة إمكانية استعمال شاشات عرض أخرى بدلاً من نافذة  تنبيه النظام بحيث يمكن القيام بنشاطات مختلفة على شاشة عرض خارجية، وهي ميزة مثيرة للاهتمام تعمل شركة جوجل على دفعها بقوة ضمن نظامها أندرويد ونظامها لتشغيل الأجهزة كروم أو إس.

## التنقل عبر لوحة المفاتيح
وهي ميزة مخصصة لتطبيقات أندرويد العاملة على نظام التشغيل كروم أو إس،  بحيث انها تسمح للمطورين بتوفير دعم أفضل لسهم التنقل وتصفح علامات التبويب ضمن تطبيقاتهم، مما يسهل من عملية التنقل ضمن التطبيق بشكل أكثر موثوقية.

## ميزات شبكة لاسلكية جديدة
يعمل إصدار Android O على إضافة دعم لعدد قليل من ميزات الاتصال  الجديدة نسبياً، بحيث يدعم الإصدار الجديد من نظام التشغيل المزيد من ميزات التعرف للشبكة اللاسلكية مثل التعرف على شبكات الجوار، وتسهل هذه الميزة على التطبيقات والأجهزة من إمكانية التحدث مع بعضهم البعض دون نقطة وصول إلى الإنترنت في الوسط أو أي اتصال بالإنترنت على الإطلاق.

## تحسين إمكانية التشغيل المتداخل
يعمل النظام على تسهيل استدعاء تطبيقات التحدث مع بعضها البعض  وإجراء المكالمات عبر شبكة المحمول، بحيث أصبح بإمكان المطورين حالياً استخدام إطار الاتصالات الجديد لبناء واجهة المستخدم الخاصة بهم لإجراء المكالمات، ويجري عرض المكالمات والتحكم بها عن طريق أجهزة البلوتوث المزودة بشاشات عرض مثل الموجودة في السيارات.

## أيقونات قابلة للتخصيص
يمكن للمطورين حالياً إنشاء أيقونات قابلة للتخصيص، والتي يعمل النظام على  عرضها بأشكال مختلفة على أساس القناع المختار من قبل النظام، بشكل يشابه ما يوفره بعض مصنعي المعدات الأصلية مثل سامسونج، ويمكن لهذه الأيقونات امتلاك ميزة التفاعل مع الرسوم المتحركة على مستوى النظام بمافي ذلك اللانشر والاختصارات والإعدادات.